# إزار
الإزار ويسمى أيضا المَعَوَز أو الوزار (وجمعها وِزَرَة)  أو المَقْطَب أو الفُوطَة هو لباس يلف على الجزء السفلي من الجسم يرتديه بعض الرجال في شبه الجزيرة العربية، ولا سيما في بلدان مثل الإمارات العربية المتحدة والكويت وسلطنة عمان واليمن والبحرين والمملكة العربية السعودية وقطر والقرن الإفريقي (الصومال وجيبوتي وإريتريا). يُلبس أيضًا في بلدان مثل إندونيسيا وماليزيا وبنغلاديش، باكستان ودول في بعض أجزاء إفريقيا والهند. كما يرتديها عادة بعض العرب في المنزل. في بعض أجزاء شبة الجزيرة العربية مثل اليمن وجيزان وعسير في السعودية، حيث تعرف باسم فُوطَة.

## لغة

### إزار
الإِزَارُ: (الجمع: آزِرة، أُزُر) ثوب يُحيط بالنِّصف الأَسفل من البدن يذكر ويؤَنث، والإزارة مثله.
وقال الأعشى:

### فوطة
كلمة ذات أصل تركي عثماني فوته وتعني مئزر أو إزار.

## ملابس مماثلة
يمكن اعتبار الإزار مرادفًا للونقي في شبه القارة الهندية ومع المكاوي في القرن الإفريقي. كما يمكن اعتباره نوعًا من أنواع رداء (صارون).
يشبه الإزار إسكتلندي، إلا أنه أخف وزنا. وغالبًا ما يكون مخططًا أو مزخرفًا بألوان غامقة (غالبًا بأشكال مستطيلة)، ولكن يمكن العثور عليه بسهولة. عادة ما يُطوى الإزار حول الجزء الأسفل من الجسم، ثم لفه بإحكام حول الخصر.

## معرض صور

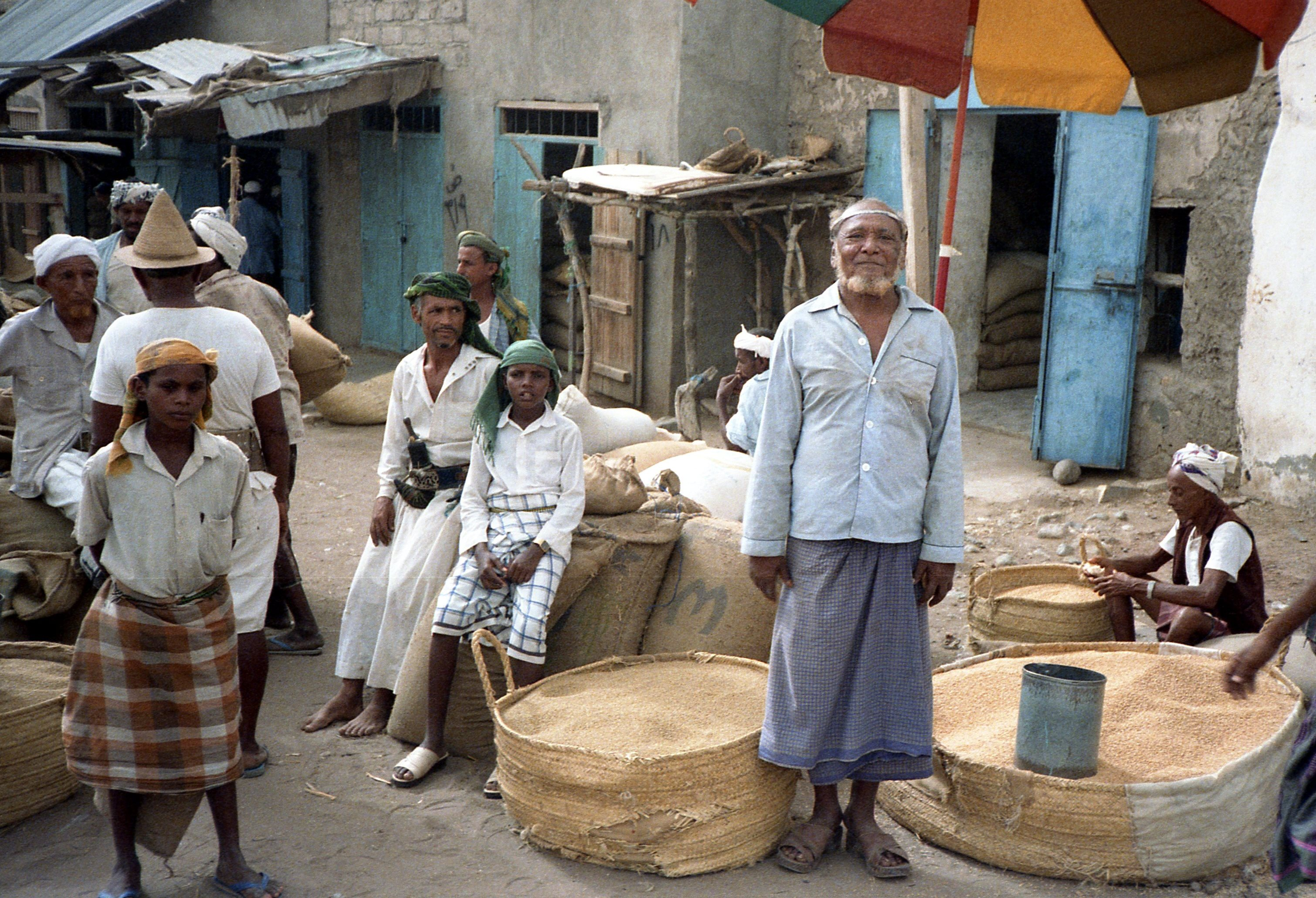
رجال وأولاد يمنيون يرتدون الإزار.
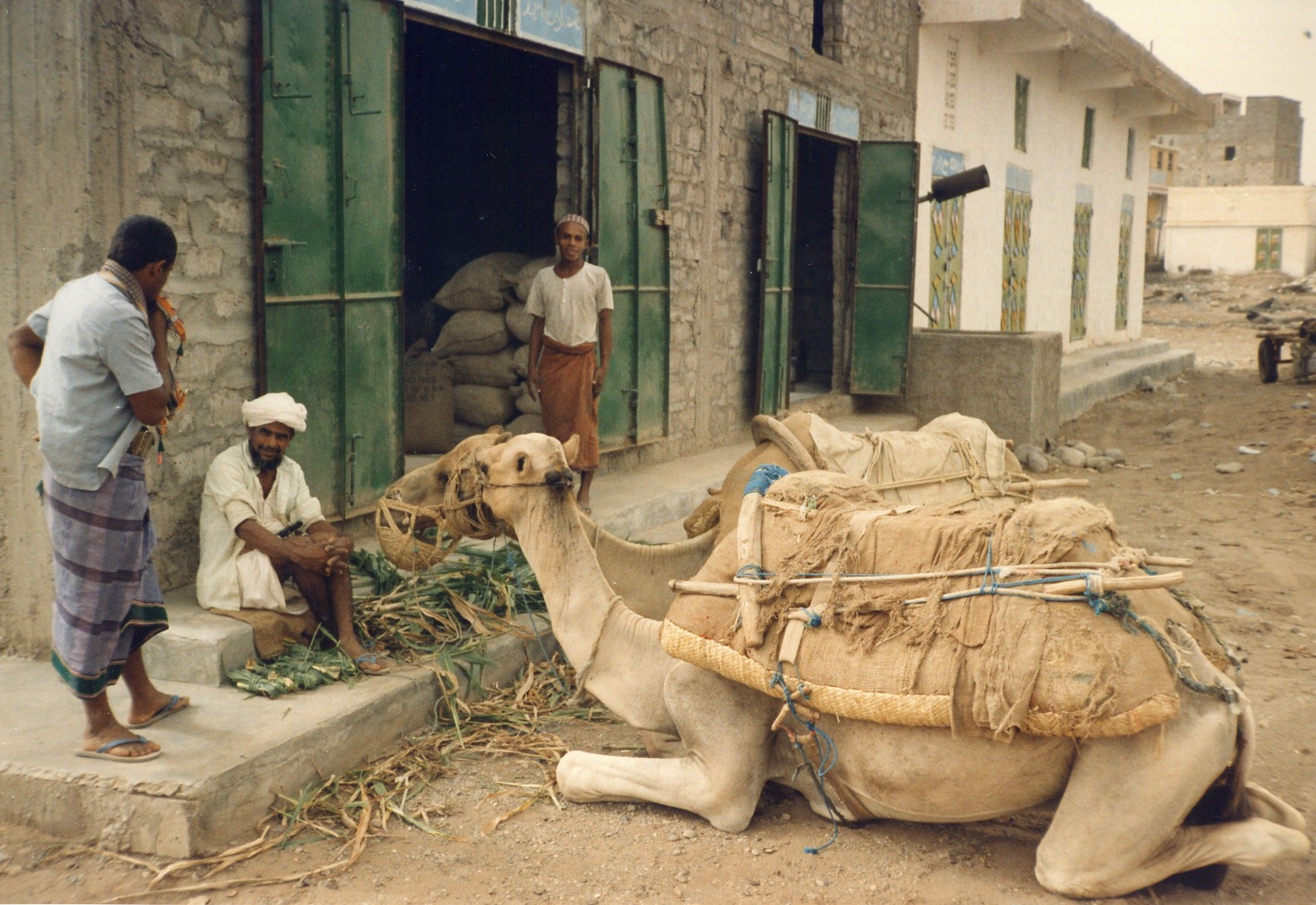
رجل يمني يربط إزاره. في بعض الأحيان يحتفظ الناس بالمال والأشياء الصغيرة الأخرى في ثنيات الفُوطَة.
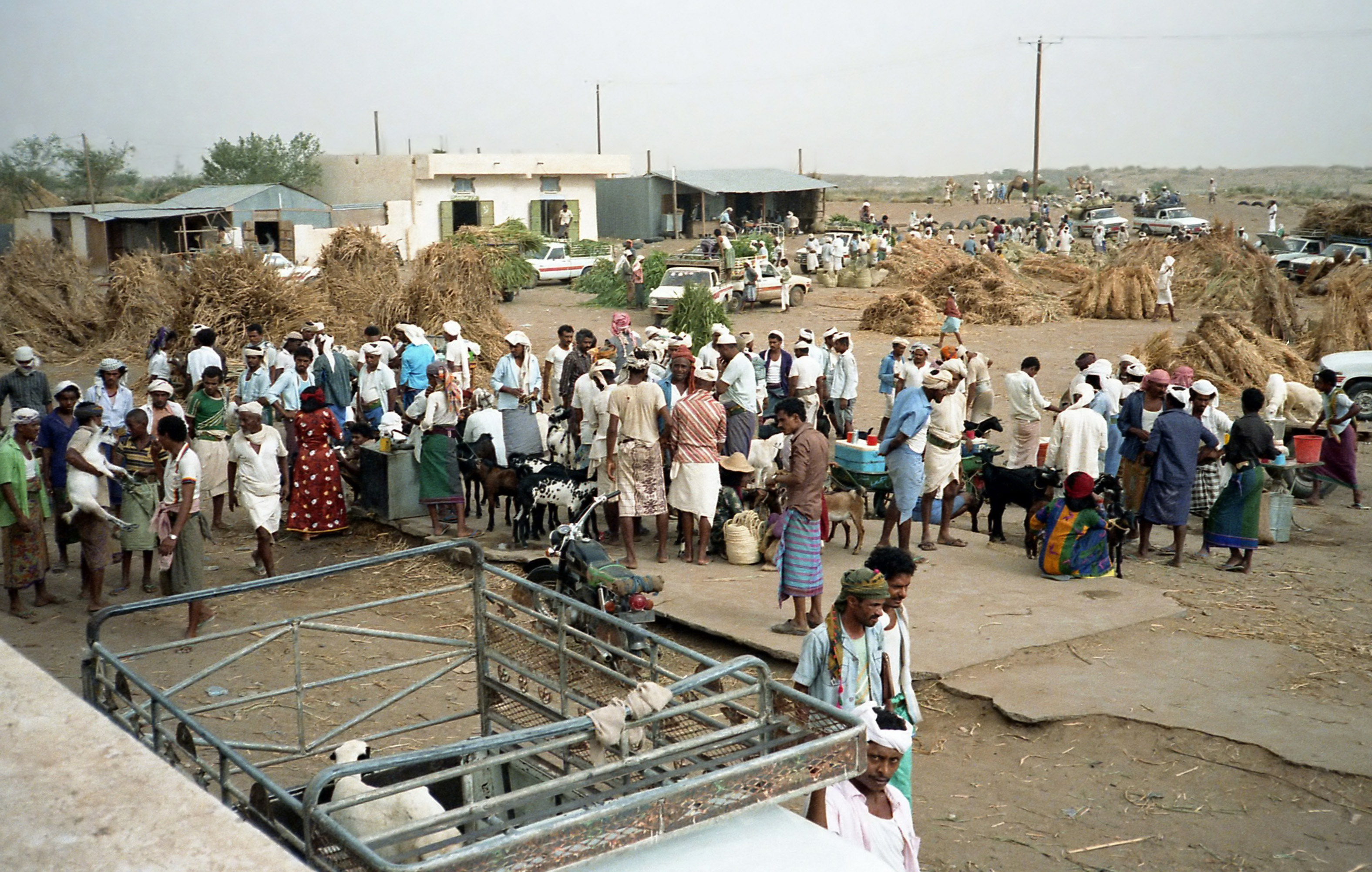
رجال يمنيون بزيهم التقليدي.